# World Extreme Cagefighting
Pour les articles homonymes, voir WEC.
Le World Extreme Cagefighting (WEC) était une organisation américaine d'arts martiaux mixtes (MMA) . La promotion est achetée en 2006 par Zuffa, la société mère de l'Ultimate Fighting Championship (UFC). Au fil du temps l'organisation s'est spécialisée dans la combat des classes les plus légères de MMA, pour cela elle possédait un octogone de MMA plus petit que celui des organisations telles que l'UFC ou le Bellator MMA.

## Historique
L'organisation est créée en 2001 par Scott Adams et Reed Harris. Entre 2001 et 2006, la plupart des événements se déroule au Tachi Palace Hotel & Casino en Californie et sont diffusés par HDNet.
En 2006, Zuffa, société mère de l'Ultimate Fighting Championship, une autre organisation de MMA, rachète le WEC. Cependant, Zuffa continue les combats séparément entre les deux organisations, les catégories des poids lourds et poids super-lourds sont directement rattachées à l'UFC alors que les plus légères continue au sein du WEC.
Zuffa fait de nombreux changements après son acquisition. Par exemple, l’octogone spécifique du WEC disparait pour laisser place à celui de l'UFC. Les championnats où les combattants ont signé à l'UFC sont laissés vacant. La promotion se focalise alors sur les classes les plus légères qui ne sont pas présentes à l'UFC telles que les catégories des poids coqs et des poids plumes. De plus les événements n'ont plus lieu en Californie mais à Las Vegas dans le Nevada, fief de Zuffa.
Les événements du WEC sont diffusés sur la chaine Versus aux États-Unis et sur TSN (puis sur The Score) au Canada. Le premier événement diffusé en direct se déroule le 3 juin 2007 sur Versus et se déroule au Hard Rock Hotel and Casino, à Las Vegas.
Joe Martinez est le présentateur attitré du WEC jusqu'en avril 2010, date à laquelle il quitte l'organisation et est remplacé par le célèbre commentateur de l'UFC, Bruce Buffer. Pourtant, Martinez fait son retour lors du WEC 52 alors que Buffer était indisponible.
Le WEC annonce la dissolution des catégories des poids mi-lourds et poids moyens après la soirée du 3 décembre 2008. À cette occasion, l'organisation déclare aussi désormais se concentrer sur les catégories plus légères. Les combattants des catégories dissoutes sont transférés au sein de l'UFC. De plus, le 3 février 2009 le WEC annonce la création de la catégorie des poids mouches en même temps la dissolution de la catégorie des poids mi-moyens. Les combattants de la division des poids mi-moyens sont eux aussi transférés à l'UFC. Seule la catégorie des poids légers est alors encore présente dans les deux promotions.
En outre, le 8 janvier 2010 alors que le WEC est déjà sous les ordres de Zuffa, elle arrive encore à faire sponsoriser ses événements, cette fois-ci par la marque de boisson énergétique américaine AMP Energy qui devient dès lors le partenaire officiel du WEC. Amp Energy a aussi sponsorisé des stars de la disciplines telles qu'Urijah Faber, Chad Mendes, et Joseph Benavidez.
Le 24 avril 2010, le WEC fait son unique événement en pay-per-view, le WEC 48. Pour l'occasion deux ceintures sont en mises jeu en tête d'affiche. Le combat le plus attendu est le combat entre José Aldo et Urijah Faber.
Le 28 octobre 2010, le président de l'UFC, Dana White, annonce que l'organisation est complètement fusionnée avec l'UFC.
En neuf ans l'organisation aura donc organisé 53 événements de MMA et aura servi de tremplin pour bon nombre de combattants.

## Champions

### Poids coqs
Le dernier combat pour le titre des poids coqs de l'organisation se déroulant lors du WEC 53 du 16 décembre 2010, met également en jeu le premier titre de champion des poids coqs de l'UFC.
| No. | Nom                                 | Événement                                       | Période de règne             | Défenses de titre |
| --- | ----------------------------------- | ----------------------------------------------- | ---------------------------- | --- |
| 1   | Eddie Wineland bat Antonio Banuelos | WEC 20 Lemoore, Californie, États-Unis          | 5 mai 2006 24 mars 2007      | |
| 2   | Chase Beebe                         | WEC 26 Las Vegas, Nevada, États-Unis            | 24 mars 2007 13 février 2008 | 1.bat Rani Yahya au WEC 30, le 5 septembre 2007 |
| 3   | Miguel Torres                       | WEC 32 Albuquerque, Nouveau-Mexique, États-Unis | 13 février 2008 9 août 2009  | 1. bat Yoshiro Maeda au WEC 34, le 1er juin 2008 2. bat Manny Tapia au WEC 37, le 3 décembre 2008 3. bat Takeya Mizugaki au WEC 40, le 5 avril 2009 |
| 4   | Brian Bowles                        | WEC 42 Las Vegas, Nevada, États-Unis            | 9 août 2009 6 mars 2010      | |
| 5   | Dominick Cruz                       | WEC 47 Columbus, Ohio, États-Unis               | 6 mars 2010                  | 1. bat Joseph Benavidez au WEC 50, le 18 août 2010 2. bat Scott Jorgensen au WEC 53, le 16 décembre 2010                                            |

### Poids plumes
| No. | Nom                            | Événement                              | Période de règne                 | Défenses de titre |
| --- | ------------------------------ | -------------------------------------- | -------------------------------- | --- |
| 1   | Cole Escovedo bat Philip Perez | WEC 5 Lemoore, Californie, États-Unis  | 18 octobre 2002 17 mars 2006     | 1. bat Anthony Hamlett au WEC 8, le 17 octobre 2003 |
| 2   | Urijah Faber                   | WEC 19 Lemoore, Californie, États-Unis | 17 mars 2006 5 novembre 2008     | 1. bat Joe Pearson au WEC 25, le 20 janvier 2007 2. bat Dominick Cruz au WEC 26 le 24 mars 2007 3. bat Chance Farrar au WEC 28, le 3 juin 2007 4. bat Jeff Curran au WEC 31, le 12 décembre 2007 5. bat Jens Pulver au WEC 34, le 1er juin 2008 |
| 3   | Mike Brown                     | WEC 36 Hollywood, Floride, États-Unis  | 5 novembre 2008 18 novembre 2009 | 1. bat Leonard Garcia au WEC 39, le 1er mars 2009 2. bat Urijah Faber au WEC 41, le 7 juin 2009 |
| 4   | José Aldo                      | WEC 44 Las Vegas, Nevada, États-Unis   | 18 novembre 2009                 | 1. bat Urijah Faber au WEC 48, le 24 avril 2010 2. bat Manny Gamburyan au WEC 51, le 30 septembre 2010 |

### Poids légers
| No.                                                                    | Nom                                                           | Événement                                       | Période de règne                 | Défenses de titre                                                                                 |
| ---------------------------------------------------------------------- | ------------------------------------------------------------- | ----------------------------------------------- | -------------------------------- | ------------------------------------------------------------------------------------------------- |
| 1                                                                      | Gilbert Melendez bat Olaf Alfonso                             | WEC 10 Lemoore, Californie, États-Unis          | 21 mai 2004                      |                                                                                                   |
| Le titre est laissé vacant.                                            |                                                               |                                                 |                                  |                                                                                                   |
| 2                                                                      | Gabe Ruediger bat Olaf Alfonso                                | WEC 12 Lemoore, Californie, États-Unis          | 21 octobre 2004 17 mars 2006     | 1. bat Jason Maxwell au WEC 14, le 17 mars 2005 2. bat Sam Wells au WEC 17, le 14 octobre 2005    |
| 3                                                                      | Hermes França                                                 | WEC 19 Lemoore, Californie, États-Unis          | 17 mars 2006 décembre 2006       | 1. bat Brandon Olsen au WEC 21, le 15 juin 2006 2. bat Nate Diaz au WEC 24, le 12 octobre 2006    |
| Le titre est laissé vacant en décembre 2006 après le rachat par Zuffa. |                                                               |                                                 |                                  |                                                                                                   |
| 4                                                                      | Rob McCullough bat Kit Cope                                   | WEC 25 Las Vegas, Nevada, États-Unis            | 20 janvier 2007 13 février 2008  | 1. bat Richard Crunkilton au WEC 30, le 5 septembre 2007                                          |
| 5                                                                      | Jamie Varner                                                  | WEC 32 Albuquerque, Nouveau-Mexique, États-Unis | 13 février 2008 10 janvier 2010  | 1. bat Marcus Hicks au WEC 35, le 3 août 2008 2. bat Donald Cerrone au WEC 38, le 25 janvier 2009 |
| -                                                                      | Benson Henderson bat Donald Cerrone pour le titre intérimaire | WEC 43 San Antonio, Texas, États-Unis           | 10 octobre 2009 10 janvier 2010  |                                                                                                   |
| 6                                                                      | Benson Henderson bat Jamie Varner                             | WEC 46 Sacramento, Californie, États-Unis       | 10 janvier 2010 16 décembre 2010 | 1. bat Donald Cerrone au WEC 48, le 24 avril 2010                                                 |
| 7                                                                      | Anthony Pettis                                                | WEC 53 Glendale, Arizona, États-Unis            | 16 décembre 2010                 |                                                                                                   |

### Poids mi-moyens
| No. | Nom                            | Événement                              | Période de règne            | Défenses de titre |
| --- | ------------------------------ | -------------------------------------- | --------------------------- | --- |
| 1 | Nick Diaz bat Joe Hurley       | WEC 6 Lemoore, Californie, États-Unis  | 27 mars 2003                | |
| Le titre est laissé vacant.                                                                                |                                |                                        |                             | |
| 2 | Shonie Carter bat J.T. Taylor  | WEC 8 Lemoore, Californie, États-Unis  | 17 octobre 2003 21 mai 2004 | |
| 3 | Karo Parisyan                  | WEC 10 Lemoore, Californie, États-Unis | 21 mai 2004                 | |
| Parisyan laisse son titre vacant pour se concentrer sur sa carrière à l'UFC.                               |                                |                                        |                             | |
| 4 | Mike Pyle bat Bret Bergmark    | WEC 17 Lemoore, Californie, États-Unis | 14 octobre 2005             | 1. bat Shonie Carter au WEC 18, le 13 janvier 2006                                                                                               |
| Le titre des poids mi-moyens est laissé vacant après le rachat de la promotion par Zuffa en décembre 2006. |                                |                                        |                             | |
| 5 | Carlos Condit bat John Alessio | WEC 26 Las Vegas, Nevada, États-Unis   | 24 mars 2007 3 février 2009 | 1. bat Brock Larson au WEC 29, le 5 août 2007 2. bat Carlo Prater au WEC 32, le 13 février 2008 3. bat Hiromitsu Miura au WEC 35, le 3 août 2008 |